# Neolythria tandjrinaria
Neolythria tandjrinaria är en fjärilsart som beskrevs av John Henry Leech. Neolythria tandjrinaria ingår i släktet Neolythria och familjen mätare. Inga underarter finns listade i Catalogue of Life.